# Candice LeRae
 (août 2021).
Candice Gargano née Dawson (née le 29 septembre 1985 à Riverside (Californie))  est une catcheuse (lutteuse professionnelle) américaine. Elle travaille actuellement à la World Wrestling Entertainment, dans la division SmackDown, sous le nom de Candice LeRae, où elle est l'actuelle championne Speed.
Elle est surtout connue pour son travail sur le circuit indépendant, notamment à la Pro Wrestling Guerrilla où elle a été PWG World Tag Team Champion avec Joey Ryan.

## Carrière

### Début de carrière (2002-2008)
Candice LeRae a passé les deux premières années de sa carrière à lutter pour l'Empire Wrestling Federation (EWF), lInternational Wrestling Council (IWC) et pour la River City Wrestling (RCW). Elle est apparue en tant que remplaçante de Miss Chevius blessée, dans un tournoi dans le premier tour au tournoi ChickFight en 2004, mais a perdu face à Princess Sugey,. En 2005, LeRae devient l'un des piliers de l'EWF, face à des lutteurs, comme Hurricane Havana, Kid Omega, et Amazing Kong. Elle a continué à lutter pour la promotion tout au long de 2006, tout en luttant pour la All-Pro Wrestling (APW) et Ground Zero Wrestling (GZW). 
En 2007, Candice LeRae part s'installer dans le Midwest des États-Unis, où elle lutte pour la Insanity Pro Wrestling (IPW) et la Ring of Honor. LeRae a eu deux matchs à la ROH en août 2007, où elle perd face à Sara Del Rey et Daizee Haze dans des dark match les 10 et 24 août respectivement.
Candice a commencé à lutter pour la promotion de l'Alternative Wrestling Show (AWS) en décembre 2007. En mai 2009, elle participe à un tournoi pour le AWS Women's Championship, elle a battu Kitana Vera et Christina Von Eerie dans les tours précédents et en finale, elle bat Erica D'Erico et Morgan dans un match triple menace pour devenir la nouvelle AWS Women's Champion. Elle a défendu avec succès son titre contre Carla Jade, Nikki et Von Eerie jusqu'au 6 septembre, date à laquelle elle a perdu le titre contre Von Eerie.
Elle est également apparue à la National Wrestling Alliance, où elle a défié sans succès Amazing Kong pour le championnat féminin de la NWA en 2008.

### Pro Wrestling Guerilla(2006-2016)
LeRae débute à la Pro Wrestling Guerrilla (PWG) en 2006, où elle met sur pied une équipe pour affronter l'équipe dirigée par Jade Chung dans un match par équipe à huit, où son équipe est sortie victorieuse. En avril 2007, elle revient en tant que valet de Human Tornado. Sa première storyline principal dans la compagnie a commencé plus tard cette année en septembre. Tornado avait abusé de LeRae, qui s'est défendue et a coûté un match à Tornado lors de Battle of Los Angeles en 2007. Après le match, Tornado a commencé a attaquer LeRae, mais elle est sauver par Chris Hero. Après ça, LeRae et Hero se sont unis pour affronter Tornado. En janvier 2008, Tornado, Claudio Castagnoli et Eddie Kingston battent LeRae, Hero et Necro Butcher dans un match à six par équipe, ce qui signifie que LeRae a été contraint d'affronter Tornado lors d'un match en simple la nuit suivante. LeRae perd le match par disqualification après que Chris Hero, qui été banni des abords du ring, soit venu l'aider dans le ring. LuFisto est entré dans la rivalité en mars quand elle a fait équipe avec Tornado dans un street fight tag team match qu'il perdent face à LeRae et à Hero. La nuit suivante, LeRae bat LuFisto dans un match simple. LeRae a continué à être impliqué dans la storyline entre Hero et Tornado au cours des mois qui suit. 
LeRae a passé le reste de l'année dans la catégorie intergenres, face à des lutteurs dont TJ Perkins et Chuck Taylor,. En 2009, LeRae est entré en rivalité  avec Christina Von Eerie quand LeRae a battu Von Eerie dans le premier match féminin à la PWG depuis plus d'un an. Au début de l'année 2010, elles font équipe avec une variété de lutteurs masculins pour se faire face, jusqu'à ce que LeRae bat Von Eerie dans un match le 11 juin pour mettre fin à la rivalité,,. Le 2 janvier 2011 lors du show Kurt RussellReunion 2, LeRae fait partie de l'équipe gagnante dans un match à huit. Lors de l'événement DDT4 de la PWG le 3 avril 2011, LeRae participe au Joey Ryan Invitational Gauntlet match qu'elle remporte face à Brian Cage, Peter Avalon et Ryan Taylor. Grâce à cette victoire, elle devient la prétendante numéro une au PWG World Championship, disputant le soir même ce titre contre Joey Ryan, rencontre où elle s'incline. Elle n'a combattu que très rarement à la PWG entre 2012 et 2013, principalement dans des matchs par équipes de six et huit personnes, qu'elle été notamment du côté des gagnants d'un match par équipe de huit personnes lors de Kurt RussellReunion 3 en janvier 2012.
En octobre 2013, LeRae commence à faire équipe avec Joey Ryan, avec une défaite face aux Young Bucks (Matt Jackson et Nick Jackson). En janvier 2014, ils participent au Tournoi Dynamite Duumvirate Tag Team 2014, mais se font éliminer au premier tour par Adam Cole et Kevin Steen,. Le 28 mars 2014, à Mystery Vortex 2, LeRae a défié sans succès Adam Cole pour le championnat du monde de PWG. Le 27 juillet, LeRae et Ryan battent les Young Bucks dans un Guerilla Warface match et remporte le PWG World Tag Team Championship. LeRae et Ryan ont fait leur première défense du titre le 29 août dans un match à trois équipes, battant les Inner City Machine Guns (Rich Swann et Ricochet) et l'équipe de Christopher Daniels et Frankie Kazarian. La nuit suivante, LeRae participe à la Battle of Los Angeles en 2014, où elle bat Rich Swann au premier tour avant de perdre face à Johnny Gargano en quarts de finale,. LeRae et Ryan termine l'année avec des défenses de titre contre Chuck Taylor et Johnny Gargano en octobre, et contre Christopher Daniels et Frankie Kazarian en décembre,. LeRae et Ryan perdent les PWG World Tag Team Championship face à Monster Mafia (Ethan Page et Josh Alexander) le 22 mai 2015, lors de DDT4 2015.

### DDT Pro-Wrestling(2016-2017)
Candice LeRae fait ses débuts au Japon à la DDT le 3 janvier 2016, en équipe avec Joey Ryan où ils battent les Golden Storm Riders (Daisuke Sasaki et Suguru Miyatake). Le 10 janvier, LeRae fait équipe avec les Golden Storm Riders dans un effort perdu contre Happy Motel (Antonio Honda, Konosuke Takeshita et Tetsuya Endo). Le lendemain, LeRae a de nouveau fait équipe avec Sasaki, battant cette fois T2Hide (Kazuki Hirata et Sanshiro Takagi). LeRae a de nouveau fait une tournée avec le DDT en mars 2016, défiant Sasaki et Shuji Ishikawa pour le KO-D Tag Team Championship avec Joey Ryan le 26 mars, match qu'ils perdent et battent Makoto Oishi et Danshoku Dino le lendemain. LeRae est retourné à la DDT en janvier 2017, perdant face à Sasaki le 3 janvier, le 9 janvier, elle fait équipe avec Kouki Iwasaki et Kazusada Higuchi pour vaincre T2Hide (Sanshiro Takagi, Kazuki Hirata et Toru Owashi).
LeRae a également concouru pour la Tokyo Joshi Pro (TJP), la promotion féminine de la DDT, battant Yuka Sakazaki à ses débuts le 4 janvier 2016 et perd contre Mil Clown exactement un an plus tard le 4 janvier 2017.

### Autres Fédérations

#### National Wrestling AllianceetNWA Championship Wrestling From Hollywood(2007-2012)
En 2011, LeRae a commencé à se battre pour le NWA Championship Wrestling d'Hollywood, où elle a développé une rivalité avec Buggy.

#### Combat Zone Wrestling(2013-2015)
En septembre 2013, LeRae' fait ses débuts à la Combat Zone Wrestling, faisant équipe avec Greg Excellent dans un match qu'il perdent contre Cherry Bomb et Pepper Parks. Elle revient à CZW en février 2014, perdant un match en simple face à Kimber Lee. Lors de Proving Grounds le 10 mai, elle a défié sans succès Shane Strickland pour le CZW Wired Televison Championship.

### Family Wrestling Entertainment(2013-2015)
LeRae a commencé à apparaître pour Family Wrestling Entertainment à la fin de l'année 2013 en tant que partenaire de l'équipe mystère de Joey Ryan lors du Open Weight Grand Prix Final event. Le 3 octobre, LeRae et Ryan battent Ivelisse Vélez et Tommy Dreamer à Refueled Night One à la suite de l'interférence de Drew Galloway. Le lendemain soir à Refueled Night Two, LeRae et Ryan ont vaincu Christina Von Eerie et Carlito. Plus tard dans la même soirée, LeRae lance un défi à Ivelisse Vélez, défi qu'elle accepte. LeRae l'a bat pour remporter le championnat FWE féminin pour la première fois. Elle défend avec succès le titre contre Veda Scott à No Limits le 7 février 2015. Le mois suivant, LeRae et Ryan perdent contre Veda Scott et Paul London dans un match par équipe mixte, dans lequel LeRae perd le titre féminin de la FWE au profit de Scott.

### Total Nonstop Action Wrestling(2013)
LeRae est apparu pour la Total Nonstop Action Wrestling à Turning Point en novembre 2013, où elle perdit contre la Knockout Champion Gail Kim.

### Women Superstars Uncensored (2014-2015)
Le 10 mai 2014, LeRae et Joey Ryan participent au tournoi de la  Women Superstars Uncensored le King & Queen of The Ring 2014, où ils battent les équipes de Drew Gulak et Kimber Lee, et de JT Dunn et Shelly Martinez pour se qualifier pour la finale, avant d'être battu par Matt Tremont et Mickie Knuckles. Le mois suivant, le 7 juin 2014, elle remporte lles ceintures par équipe de la Dream Wave Wrestling (DWW) avec Ryan, mais ils perdent le titre le lendemain,.

### SHIMMER Wrestling(2014-2017)
LeRae participe au enregistrement de la Shimmer volume 62 en avril 2014, perdant contre Athena. Elle revient à la Shimmer en octobre, perdant face à Nikki Storm et Kay Lee Ray dans des matchs en simple, respectivement lors des volume 68 et 70,.

### Full Impact Pro et Shine Wrestling(2014)
LeRae apparée pour la Full Impact Pro le 22 juin 2014, en équipe avec Ivelisse Vélez pour défier sans succès les sœurs Lucha (Mia Yim et Leva Bates) pour le Shine Tag Team Championship. Elle a ensuite fait ses débuts pour la Shine Wrestling le 27 juin à Shine 20, en battant Neveah.

### Ring of Honor(2007-2016)
LeRae fait sa première apparition à la Ring of Honor lors de l'épisode du 14 décembre 2016, dans un match en simple qu'elle perd contre Deonna Purrazzo.

### World Wrestling Entertainment(2017-2022)

#### NXT, championne par équipes deNXTavec Indi Hartwell et renvoi (2017-2022)
Le 3 mai 2017 à NXT, elle fait ses débuts dans le show jaune en tant que Face, participe à une Battle Royal pour déterminer l'aspirante no 1 au titre féminin de NXT, mais se fait éliminer par Billie Kay. 
Le 14 juillet, elle est annoncée comme l'une des participantes au tournoi Mae Young Classic. Elle bat Renee Michelle au premier tour du tournoi et Nicole Savoy au second tour, avant d'être éliminée par Shayna Baszler en quarts de finale.
Le 16 janvier 2018, elle signe officiellement avec la World Wrestling Entertainment. Le 27 janvier à NXT TakeOver: Philadelphia, après la conservation du titre de NXT d'Andrade "Cien" Almas sur Johnny Gargano, elle empêche Zelina Vega d'attaquer son mari en lui portant un Spear, mais ne peut rien face à Tommaso Ciampa qui effectue un Heel Turn et attaque son époux avec une béquille. 
Le 27 janvier 2019 au Royal Rumble, elle entre dans son tout premier Women's Royal Rumble match en 17e position, mais se fait éliminer par Ruby Riott.
Le 7 avril lors du pré-show à WrestleMania 35, elle ne remporte pas la Women's Battle Royal, gagnée par Carmella. 
Le 10 août à NXT TakeOver: Toronto, elle perd face à Io Shirai par soumission. 
Le 23 novembre à NXT TakeOver: WarGames, l'équipe Ripley, dont elle fait partie, bat celle de Baszler dans le tout premier Women's WarGames match.
Le 26 janvier 2020 au Royal Rumble, elle entre dans le Women's Royal Rumble match en 9e position, mais se fait éliminer par Bianca Belair. 
Le 8 avril à NXT, elle ne devient pas aspirante n°1 au titre féminin de la NXT à NXT TakeOver: In Your House, battue par Io Shirai dans un Ladder match. Plus tard dans la soirée, pendant le match entre Johnny Gargano et Tommaso Ciampa, elle effectue un Heel Turn, car elle porte un Low-Blow à l'adversaire de son mari et lui permet de gagner le combat. Le 7 juin à NXT TakeOver: In Your House, Dakota Kai, Raquel González et elle perdent face à Mia Yim, Shotzi Blackheart et Tegan Nox dans un 6-Women Tag Team match.
Le 4 octobre à NXT TakeOver: 31, elle ne remporte pas le titre féminin de NXT, battue par Io Shirai. Le 6 décembre à NXT TakeOver: WarGames, l'équipe Candice, dont elle fait partie, bat celle de Shotzi dans un Women's WarGames match. Trois soirs plus tard à NXT, Austin Theory, Indi Hartwell, Johnny Gargano et elle se réunissent et forment officiellement un clan appelé The Way. 
Le 4 mai 2021 à NXT, Indi Hartwell et elle deviennent les nouvelles championnes par équipes de NXT en battant Ember Moon et Shotzi Blackheart dans un Street Fight match et remportent les titres pour la première fois de leurs carrières. 
Le 6 juillet à NXT: The Great American Bash, elles ne conservent pas leurs ceintures, battues par Io Shirai et Zoey Stark suite d'une intervention extérieure de Tegan Nox revenue de blessure, ce qui met fin à un règne de 63 jours. 
Le 7 décembre à NXT, le clan se sépare, car elle annonce sa grossesse sur les réseaux sociaux, Austin Theory a été officiellement transféré à Raw, puis Indi Hartwell, Dexter Lumis et Johnny Gargano se disent au revoir dans les coulisses.
Le 6 mai 2022, la WWE résilie son contrat et elle devient agent libre.

### Retour à laWorld Wrestling Entertainment(2022-...)

#### Débuts àRaw(2022-2024)
Le 26 septembre à Raw, elle fait son retour à la World Wrestling Entertainment après 4 mois et demi d'absence en tant que Face, ses débuts dans le show rouge , dispute son premier match et bat Nikki A.S.H.
Le 28 janvier 2023 au Royal Rumble, elle entre dans le Women's Royal Rumble match en 12e position, mais se fait éliminer par IYO SKY.
Le 27 janvier 2024 au Royal Rumble, elle entre dans le Women's Royal Rumble match en 4e position, mais se fait éliminer par la future gagnante, Bayley et les Kabuki Warriors (Asuka et Kairi Sane). Le 24 février lors du pré-show à Elimination Chamber, Indi Hartwell et elle ne remportent pas les titres féminins par équipes, battues par les Kabuki Warriors. Le 11 mars à Raw, elles battent Ivy Nile et Maxxine Dupri. Pendant le combat, elle effectue un Heel Turn, car elle insulte verbalement sa seconde adversaire et l'humilie devant tout le monde.

#### Draft àSmackDown(2024-...)
Le 29 avril à Raw, lors du Draft, elles sont annoncées être officiellement transférées à SmackDown. Le 10 mai à SmackDown, elle fait ses débuts dans le show bleu, dispute son premier match, mais perd face à Bianca Belair au premier tour du tournoi Queen of the Ring.
Le 30 novembre aux Survivor Series: WarGames, Nia Jax, Liv Morgan, Raquel Rodriguez, Tiffany Stratton et elle perdent face à Bianca Belair, Rhea Ripley, Iyo Sky, Naomi et Bayley dans un Women's WarGames match.

## Autres médias
LeRae et son ancien partenaire Joey Ryan ont produit une émission hebdomadaire sur YouTube intitulée The Candice & Joey Show, qui a mis en lumière divers aspects de leur carrière. La série a eu 130 épisodes du 24 octobre 2013 au 9 mars 2016.

## Vie privée
Elle est actuellement en couple et mariée avec le catcheur Johnny Gargano. Le 12 août 2021, elle annonce être enceinte, sur les réseaux sociaux, et le couple attend leur premier enfant. Le 18 février 2022, ils sont officiellement parents d'un petit garçon, Quill Gargano.

## Palmarès
- Alternative Wrestling Show
  - 2 fois AWS Women's World Championship
- Dreamwave Wrestling
  - 1 fois Dreamwave Tag Team Championship avec Joey Ryan
- Family Wrestling Entertainment
  - 1 fois FWE Women's Championship
- Fighting Spirit Pro Wrestling
  - 1 fois FSP Tag Team Championship avec Joey Ryan
- Pro Wrestling Guerrilla
  - 1 fois PWG World Tag Team Championship avec Joey Ryan
- World Wrestling Entertainment
  - 1 fois NXT Women's Tag Team Championship avec Indi Hartwell
  - 1 fois WWE Speed Women's Championship (première, actuelle)

## Récompenses des magazines
| Année | 2014 | 2015 | 2016 | 2017 | 2018 | 2019 | 2020 | 2021 | 2022        | 2023 |
| ----- | ---- | ---- | ---- | ---- | ---- | ---- | ---- | ---- | ----------- | ---- |
| Rang  | 33   | 22   | 18   | 23   | 62   | 65   | 34   | 47   | Non classée | 165  |